# Perilla teres
Perilla teres är en spindelart som beskrevs av Tord Tamerlan Teodor Thorell 1895. Perilla teres ingår i släktet Perilla och familjen hjulspindlar. Inga underarter finns listade i Catalogue of Life.